# تور انیشل
تور انیشل (انگلیسی: Tour Initiale) ساختمان اداری ۳۰ طبقه مستقر در لا دفانس است، که در سال ۱۹۶۶ احداث گردید.